# 西拉布
西拉布（？年—？年），蒙古正藍旗人，繙譯進士。

## 生平
- 中式嘉慶二十四年己卯恩科繙譯進士。
- 道光元年，任齊東縣知縣[1]。